# Nathaniel Prentice Banks
Pour les articles homonymes, voir Banks.

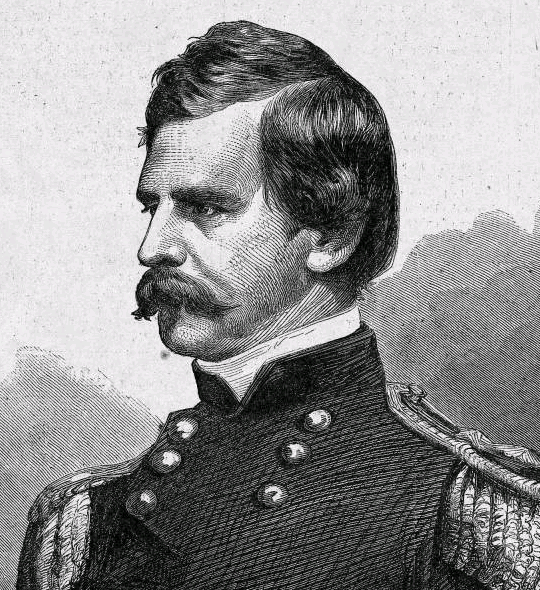
Portrait de Nathaniel P. Banks.

Nathaniel Prentice Banks ou Nathaniel Prentiss Banks, né le 30 janvier 1816 à Waltham (Massachusetts) et mort le 1er septembre 1894 au même endroit, est un homme politique et militaire américain. Il fut notamment gouverneur du Massachusetts, président de la Chambre fédérale des représentants, et général de l'Union durant la Guerre de Sécession.

## Biographie

### Jeunesse
Nathaniel P. Banks est né le 30 janvier 1816 à Waltham dans le Massachusetts,. Très tôt, il dut travailler dans l'industrie textile. Il exerça ensuite plusieurs métiers tels que mécanicien, éditeur d'hebdomadaires et employé.
Il étudia ensuite le droit et fut admis au barreau du comté de Suffolk en 1839. Il s'établit à Boston et pratiqua le droit dans cette ville où il se fit vite connaître grâce à ses talents d'orateur. En 1847, il épousa Mary Theodosia Palmer.

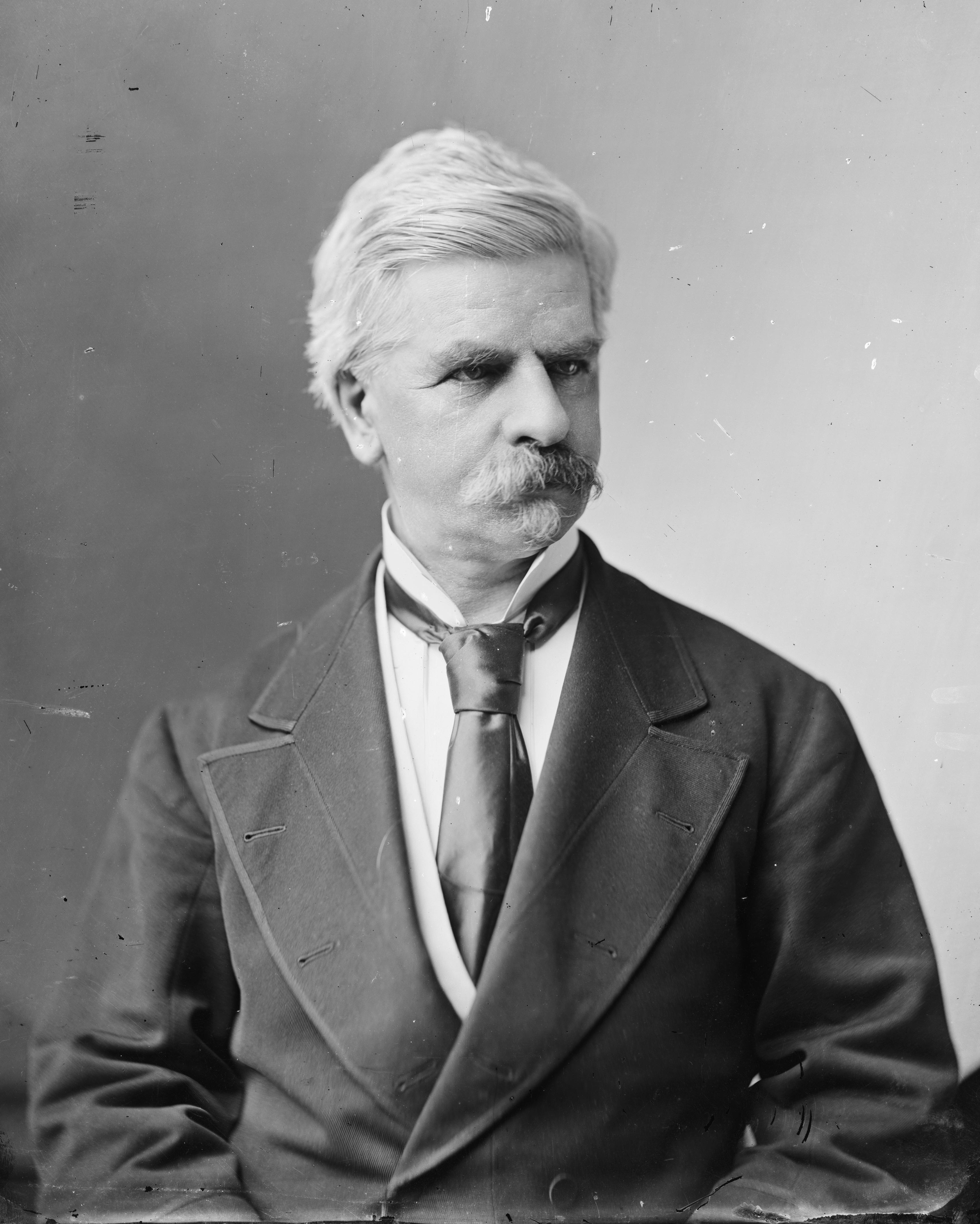
Nathaniel Prentice Banks

### Carrière politique (1849-1860)
Nathaniel Banks commença sa carrière politique dans les rangs du parti démocrate comme élu à la chambre des représentants du Massachusetts. Il en fut le président en 1851 et 1852.
En 1853, il fut élu à la chambre des représentants du congrès des États-Unis. Il s'était déjà démarqué quelque peu du parti démocrate en rejoignant les rangs des free-soilers, une dissidence du parti démocrate opposée à l'expansion de l'esclavage dans les Territoires.
En 1854, il se rapproche de l'American Party (Know Nothing), un parti nationaliste anti-catholique. Il est élu président de la Chambre des Représentants du Congrès des États-Unis au 133e tour de scrutin soutenu en cela par son parti et par le Parti républicain. Son élection est considérée comme la première grande victoire du Parti républicain.
Il rejoint d'ailleurs très vite les rangs du Parti républicain nouvellement créé en 1854, trouvant en ce parti le seul défendant la cause de l'antiesclavagisme. Il est réélu en 1856 sur les listes de ce parti mais démissionne en 1857 à la suite de son élection au poste de gouverneur du Massachusetts.
Il essaie de se présenter à l'investiture républicaine pour la présidentielle de 1860 mais les conflits au sein du parti républicain de son État et son passé de know-nothing antiesclavagiste (néfaste pour les États du haut-sud que sont le Maryland, la Virginie, le Kentucky et le Missouri) le font vite retirer de la course.

### Guerre de Sécession (1861-1865)
À l'entame de la guerre de Sécession, et du mandat de Lincoln, ce dernier pensa faire entrer Banks dans son cabinet mais il le nomma plutôt major général (de la milice du Massachusetts) car la milice de son État était l'une des mieux organisées au début de la guerre.
Bien que Banks portât l'étiquette de « général politique », il fut petit à petit considéré par les généraux sortant de West Point car ils comprirent vite que Banks, par ses contacts politiques, pouvait leur apporter beaucoup.
Banks reçoit comme premier commandement la mission d'assurer le maintien de l'État esclavagiste du Maryland dans l'Union. Il remplace ensuite le général Patterson et prend le commandement de l'ex-armée de la Shenandoah (Union) (devenue un corps de l'armée du Potomac) après la défaite à la première bataille de Bull Run. Il passe une bonne partie de l'année 1862 à poursuivre le général confédéré Thomas Jonathan Jackson (Stonewall Jackson) sans jamais pouvoir se mesurer à lui. De plus ces échecs, qui sont pour les confédérés l'occasion de se fournir abondamment en vivres, armes, munitions et médicaments, le font baptiser "the quarter-master" ("l'officier d'intendance") par les hommes de Jackson.
Il rencontre Jackson et l'attaque le 9 août 1862 lors de la bataille de Cedar Mountain (son corps d'armée est désormais incorporé dans l'armée de Virginie commandée par le Maj. Gen. Pope) . Il semble l'emporter lorsqu'une contre-attaque confédérée menée par Ambrose Powell Hill l'arrête.
En novembre 1862, après la défaite de la seconde bataille de Bull Run et la retraite de l'armée du Potomac (unioniste) dans les murs de Washington D.C. , Banks est chargé de créer une armée de 30 000 volontaires recrutés dans les États de New-York et de Nouvelle-Angleterre. Son statut d'ex-gouverneur du Massachusetts et ses contacts politiques font que cette mission est une réussite.
En décembre 1862, il reçoit le commandement du département du Golfe et embarque avec une bonne partie de ses recrues pour La Nouvelle-Orléans. Il a entre autres pour mission de remplacer le gouverneur militaire de New Orleans : Benjamin Butler, que ses abus et malversations ont rendu très impopulaire, notamment avec son ordre général No. 28 à l'encontre des femmes de La Nouvelle-Orléans. Banks sera moins dur que Butler envers la population qu'il administre, mais n'échappera pas aux accusations de corruption.
Sur le plan militaire, il va essayer de remonter le Mississippi et de faire sa jonction avec les forces du Maj. Gen. Grant qui assiègent Vicksburg. L'armée confédérée, retranchée à Port Hudson, lui barre la route durant quarante-huit jours, ne se rendant le 9 juillet 1863 qu'après avoir reçu la nouvelle de la chute de Vicksburg. Le siège de Port Hudson est la première grande bataille où des troupes afro-américaines furent employées durant la Guerre de Sécession.
À l'automne de 1863, Banks envoie des troupes au Texas pour dissuader les Français d'aider les confédérés.
En mars 1864, à contrecœur et contre l'avis du général Grant, mais poussé par le général en chef de l'Union Henry Halleck, il commence la campagne de la Red River. Cette campagne, dont Banks pensait tirer plus un profit financier (par la vente du coton) que militaire commence par une défaite (bataille de Mansfield, 8 avril 1864) et est un échec retentissant. Grant demande à Washington de rappeler Banks.
En tant que « Gouverneur militaire » de fait de la Louisiane, il s'est occupé de rétablir les institutions de l'Union dans cet État, il a favorisé l'élection d'un gouverneur modéré et il a influencé la Convention qui devait élaborer la nouvelle constitution de la Louisiane (notamment sur le vote des afro-américains). Il a recruté un grand nombre d'Afro-Américains pour l'armée et a institué des travaux formels et des programmes d'éducation pour organiser les nombreux esclaves qui avaient quitté leurs plantations, croyant qu'ils avaient été libérés. Parce que Banks pensait que les anciens propriétaires de plantations devraient jouer un rôle dans la reconstruction, le programme de travail n'était pas particulièrement favorable aux Afro-Américains, les obligeant à signer des contrats de travail d'un an et soumettant les vagabonds à des travaux publics involontaires. Le programme d'éducation a été effectivement fermé après que les ex-confédérés aient repris le contrôle de la ville en 1865.

### Carrière après-guerre
Il fut démobilisé en août 1865 mais fut accusé d'avoir fraudé dans l'octroi de permis de commerce aux planteurs de La Nouvelle-Orléans avant sa démobilisation en août 1865.
Il fut élu ensuite de 1865 à 1873 à la Chambre des Représentants du Congrès et devint le président de la commission des Affaires Étrangères et participa à la commission d'enquête sur le scandale du Crédit Mobilier. Il joua un grand rôle dans l'acquisition de l'Alaska par les États-Unis, jouant de toute son influence pour que le Chambre des Représentants vote le budget pour le rachat et ratifie le traité.
Avocat de la destinée manifeste, il aurait voulu que son pays rachète aussi le Canada et les Îles Caraïbes pour diminuer l'influence des États européens dans la région.
En 1872, son soutien à Horace Greeley, candidat libéral-démocrate (parti issu du parti républicain et hostile au président Grant) pour la présidentielle, lui coûte son siège de député. Il décida ensuite de travailler pour des compagnies ferroviaires, secteur en pleine expansion à l'époque, mais le mouvement de panique qui suit la faillite de la banque Jay Cooke & Company en 1873 ruine tous ses espoirs dans ce secteur.
Après un passage au Sénat du Massachusetts en 1874, il est de nouveau élu au Congrès cette année-là (sous l'étiquette d'indépendant) et est réélu en 1876 (en tant que Républicain). Il fut membre de la commission d'enquête sur les élections frauduleuses en 1876 en Caroline du Nord.
Défait de nouveau en 1877, il est nommé par le président US Marshal pour le Massachusetts, poste qu'il exerça de 1879 à 1888.
Il est réélu pour la dixième fois au Congrès en 1888. Son état mental se détériorant, il ne reçoit pas l'investiture de son parti pour la législation suivante.
Il mourut le 1er septembre 1894 à Waltham et repose au Grove Hill Cemetery (Waltham).

## Mandats politiques
| Assemblée/Mandat                           | Période     | Parti        | Particularité                          |
| ------------------------------------------ | ----------- | ------------ | -------------------------------------- |
| Chambre des Représentants du Massachusetts | 1849 - 1853 | Démocrate    | Président de l'assemblée (1850 - 1851) |
| Chambre des Représentants des États-Unis   | 1853 - 1854 | Démocrate    |                                        |
| Chambre des Représentants des États-Unis   | 1855 - 1856 | Know Nothing | Président de l'assemblée               |
| Chambre des Représentants des États-Unis   | 1857        | Républicain  |                                        |
| Gouverneur du Massachusetts                | 1858 - 1861 | Républicain  |                                        |
| Chambre des Représentants des États-Unis   | 1865 - 1873 | Républicain  |                                        |
| Sénat du Massachusetts                     | 1874        | Indépendant  |                                        |
| Chambre des Représentants des États-Unis   | 1875 - 1877 | Indépendant  |                                        |
| Chambre des Représentants des États-Unis   | 1877 - 1879 | Républicain  |                                        |
| Marshal des États-Unis                     | 1879 - 1888 |              |                                        |
| Chambre des Représentants des États-Unis   | 1889 - 1891 | Républicain  |                                        |